# Serhij Schumilow
Serhij Schumilow (* 22. Oktober 1992) ist ein ukrainischer Straßenradrennfahrer.
Serhij Schumilow wurde 2011 bei der Tour de Ribas Fünfter der Gesamtwertung. Außerdem wurde er jeweils einmal Etappenzweiter bei Teilstücken der Odessa Cycling Week und der Tour of Alanya. Seit 2012 fährt er für das ukrainische Kolss Cycling Team, das bei der UCI als Continental Team registriert ist. In seinem ersten Jahr dort gewann Schumilow mit dem Team das Mannschaftszeitfahren bei der Sibiu Cycling Tour (in und um Sibiu, Hermannstadt).

## Erfolge
2012
- Mannschaftszeitfahren Sibiu Cycling Tour

## Teams
- 2012 Kolss Cycling Team